# Standart-ei
Het Standart-ei (Russisch: Яхта «Штандарт») genoemd naar het keizerlijke jacht Standart, is een van de ongeveer 50 paaseieren die de beroemde juwelier Peter Carl Fabergé maakte in opdracht van de Russische tsaren.

## Omschrijving van het ei
Het horizontaal op een poot gemonteerde ei is gemaakt van bergkristal. De bovenste helft is uitgehold tot een soort stolp, de onderste helft is massief. Het gebruikte bergkristal is van het zuiverste soort en vertoont geen imperfecties. De twee helften zijn gevat in een gouden frame en scharnierend met elkaar verbonden. Op het frame is de tekst "Standart 1909" gegraveerd. Om het frame loopt een horizontale, met lapis lazuli, emaille en diamanten versierde band. Om de onderste ei-helft loopt eenzelfde band in verticale richting. Aan de beide uiteinden van het ei is een, met emaille en diamanten versierde, dubbelkoppige adelaar van lapis lazuli bevestigd met aan de klauwen hangende een peervormige parel. De poot onder het ei wordt gevormd door een ovale basis van bergkristal. Deze wordt versierd door wit emaille bedekt met diamanten en lauwerkransen en guirlandes van groen emaille. Op de poot staan twee mythologische dolfijnen, gemaakt van lapis, met hun staarten in elkaar gedraaid waarop vervolgens het ei is gemonteerd.

## De surprise
In het ei bevindt zich een tot in detail uitgevoerde replica van het keizerlijke jacht Standart, gemaakt van goud en platina. De door het bewegende jacht veroorzaakte golven zijn realistisch weergeven in de "zee" van kristal waarin het schip vaart.